# محوطه گل دره عباس‌آباد
محوطه گل دره عباس‌آباد مربوط به دوره اشکانیان تا سده‌های اولیه دوران‌های تاریخی پس از اسلام است و در شهرستان دره‌شهر، بخش مرکزی، دهستان زرین دشت، غرب و شمال غرب روستای عباس‌آباد واقع شده و این اثر در تاریخ ۳۰ بهمن ۱۳۸۶ با شمارهٔ ثبت ۲۱۰۱۸ به‌عنوان یکی از آثار ملی ایران به ثبت رسیده است.